# Pudong
Pudong és un districte de Xangai situat a l'est del riu Huangpu. El nom de "Pudong" era utilitzat per denominar la riba est del riu, la zona enfront a la riba oest, on hi ha Puxi, el centre històric de la ciutat de Shangai. A l'actualitat es refereix també a la nova àrea de Pudong, una zona que està a la costa de la mar de la Xina Oriental.
Pudong té una superfície de 1.210,4 km² i una població de 5.681.412 habitants (2020).
La zona tradicional de Pudong a l'actualitat comprèn la Zona Comercial i Financera de Lujiazui i la Borsa de Shanghai, a banda de molts dels edificis més coneguts de Shanghai com la Torre Perla Oriental, la Torre Jim Mao, el Shanghai World Financial Center i la Shanghai Tower. Aquests gratacels moderns estan enfront de la ciutat històrica, Puxi, i de la zona costanera, el Bund, on hi havien les antigues concessions als europeus de la Xina. La resta de la nova zona del districte inclou el port de Shanghai, el parc firal de Shanghai, el Century Park, el Zhangjiang Hi-Tech Park, l'aeroport Internacional de Shanghai-Pudong, la reserva de la natura de Jiuduansha, ciutat nova de Nanhui el Shanghai Disney Resort.

## Geografia

### Població
Pudong està envoltat pel riu Huangpu, a l'oest, i el Mar de la Xina Oriental, a l'est. Pudong es diferencia de Puxi (riba occidental), els barris antics de Xangai. Pudong té 1.210,4 km² i, segons el cens de 2020, té una població de 5.681.512 habitants, que representen el 22,8% del total d'habitants de Xangai. A més, té 1,85 milions d'habitants més que el 2010. Pudong té un augment de poblacio més gran que la resta del país perquè és una destinació d'immigració popular.
Excluint els immigrants, la ràtio de naixements, el 2010 és del 0,806% i de defuncions, de 0,729. Això representa un creixement net del 0,077%.
El cens de 2020 mostra una densitat de població de 3.006 habitants per quilòmetre quadrat. Al voltant de tres quartes parts de la seva població viuen a la zona septentrional del districte. Una quarta part, viuen en el territori meridional, que abans era el districte de Nanhui. El territori septentrional té una densitat de població de 6.667 habitants/km²; i el del sud, la té de 1.732 h/km². Entre el 2000 i el 2010 els suburbis han experimentat un fort increment de població.

Pudong de nit

### Clima
Pudong té un clima subtropical humit (Cfa segons la Classificació climàtica de Köppen) influenciat pels monsons i els vents siberians, a més a més de les pluges i tifons del Pacífic. La seva temperatura mitjana anual és de 17.2 °C. Els mesos més càlids són el juliol i l'agost, amb temperatures mitjanes de  28.6 °C i el més fred és el gener, amb una temperatura mitjana de 5.1 °C.

## Administració i govern

Skyline de Pudong el 2017

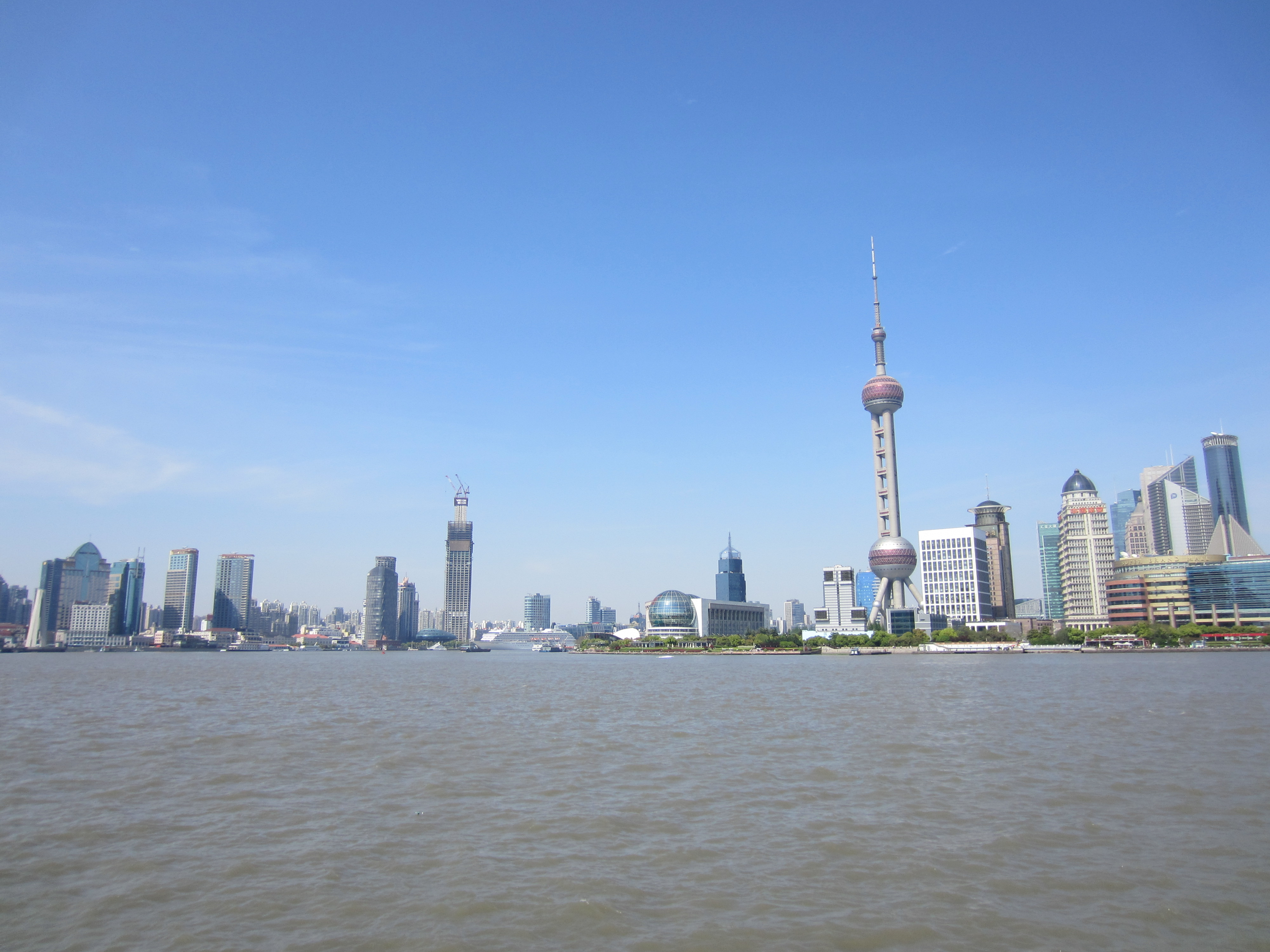
El riu Huangpu a Pudong

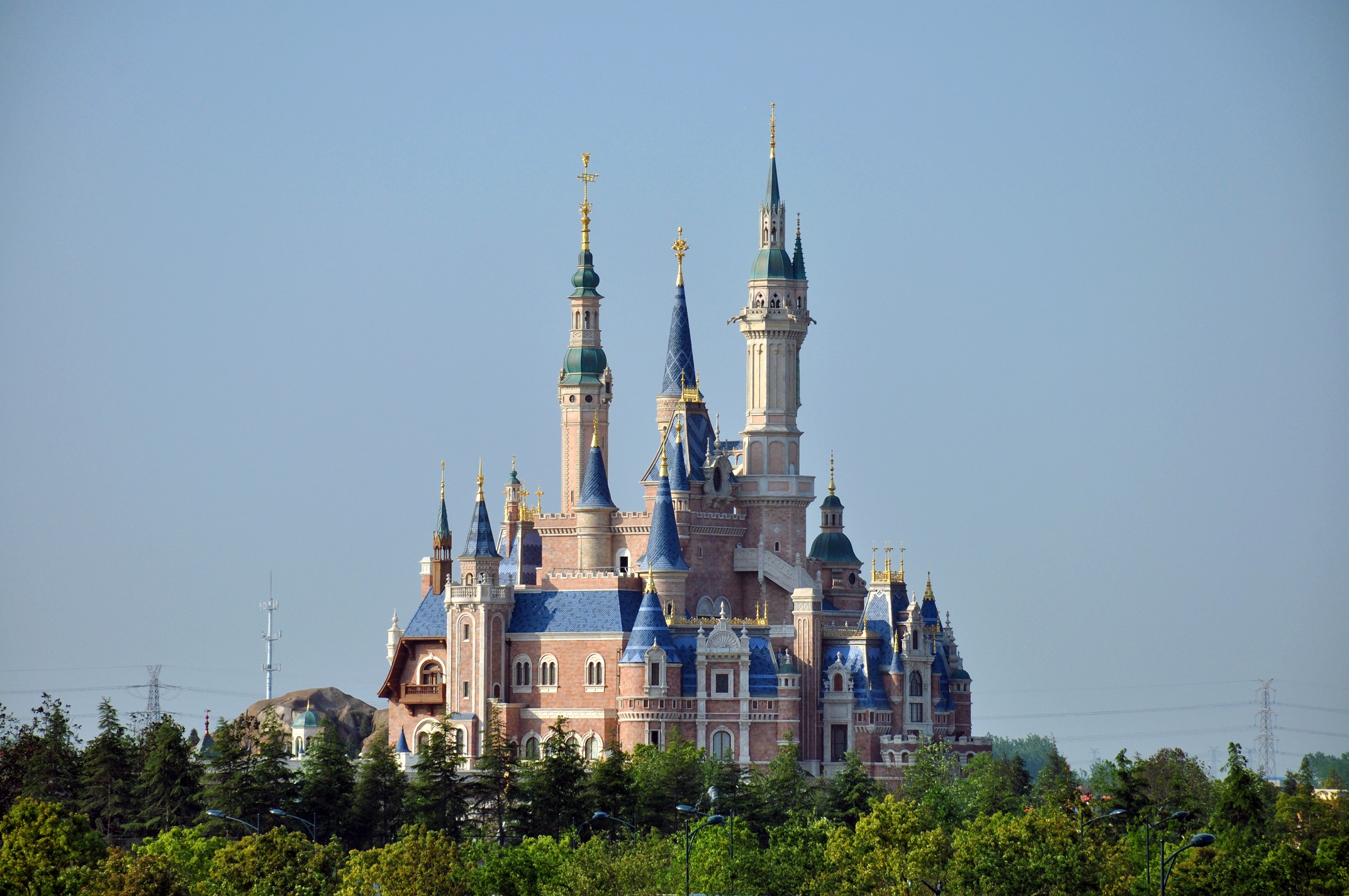
Castell Encantat de Disneyland Xangai

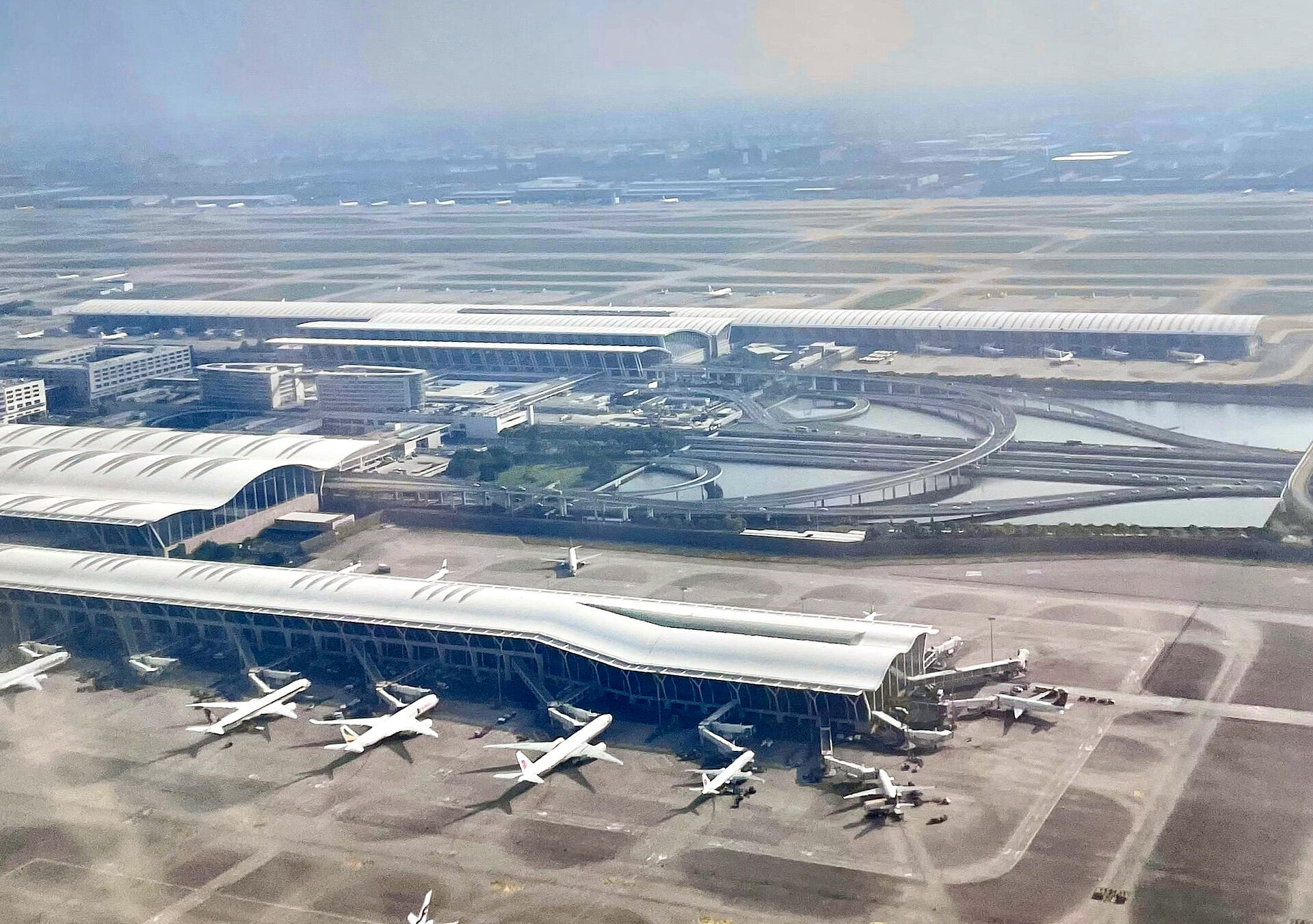
Aeroport de Xangai-Pudong

Els districtes del municipi de Xangai tenen el mateix nivell que les ciutats-prefectura. De totes maneres, el govern de Pudong té l'estatus equivalent d'una ciutat sub-provincial, que correspon a mig nivell de les ciutats-prefectura. Això és degut a la seva mida i a la importància com a hub financer de la Xina. El Secretariat del Partit Comunista de Pudong és el principal òrgan de govern del districte; aquest rep la col·laboració del governador de districte de Pudong. El Cap del Partit de Pudong forma part del Comitè del Partit de Xangai.

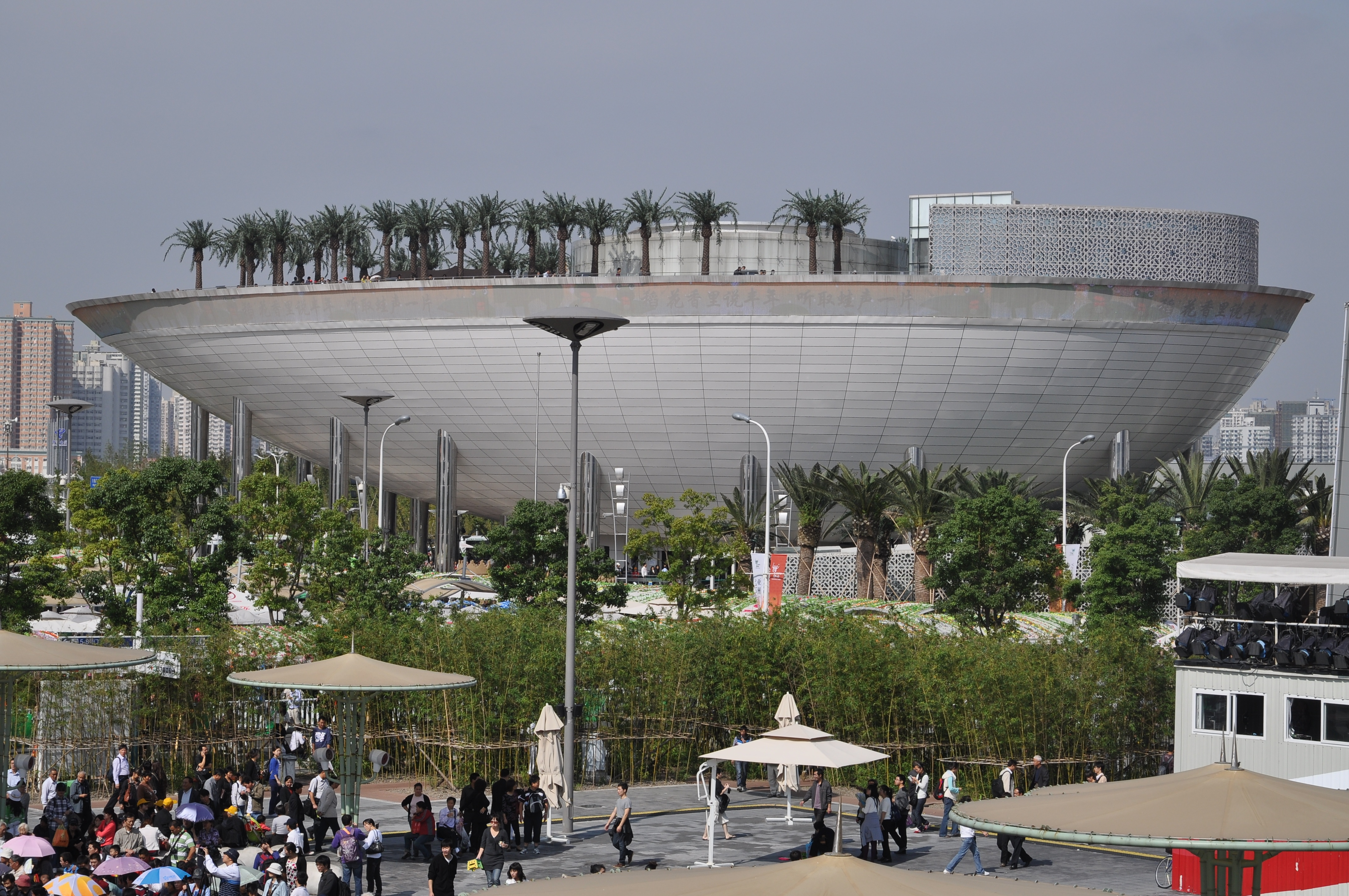
Parc de l'Expo de Xangai

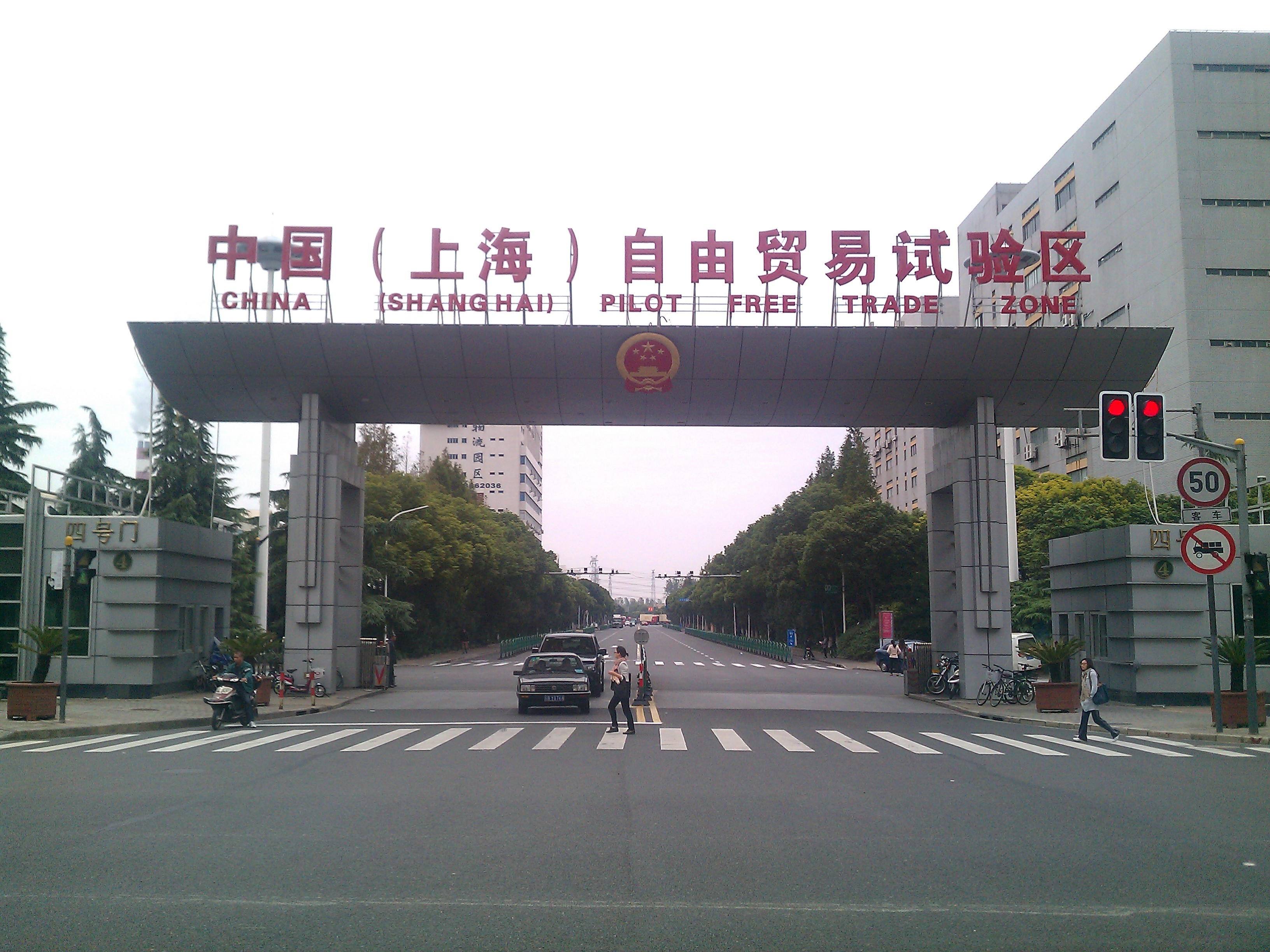
Zona de Lliure comerç de Pudong

El 27 d'abril de 2015, el Govern del Poble de Pudong participa juntament amb el govern de Xangai en el Comitè de les Zones de Lliure-Comerç.

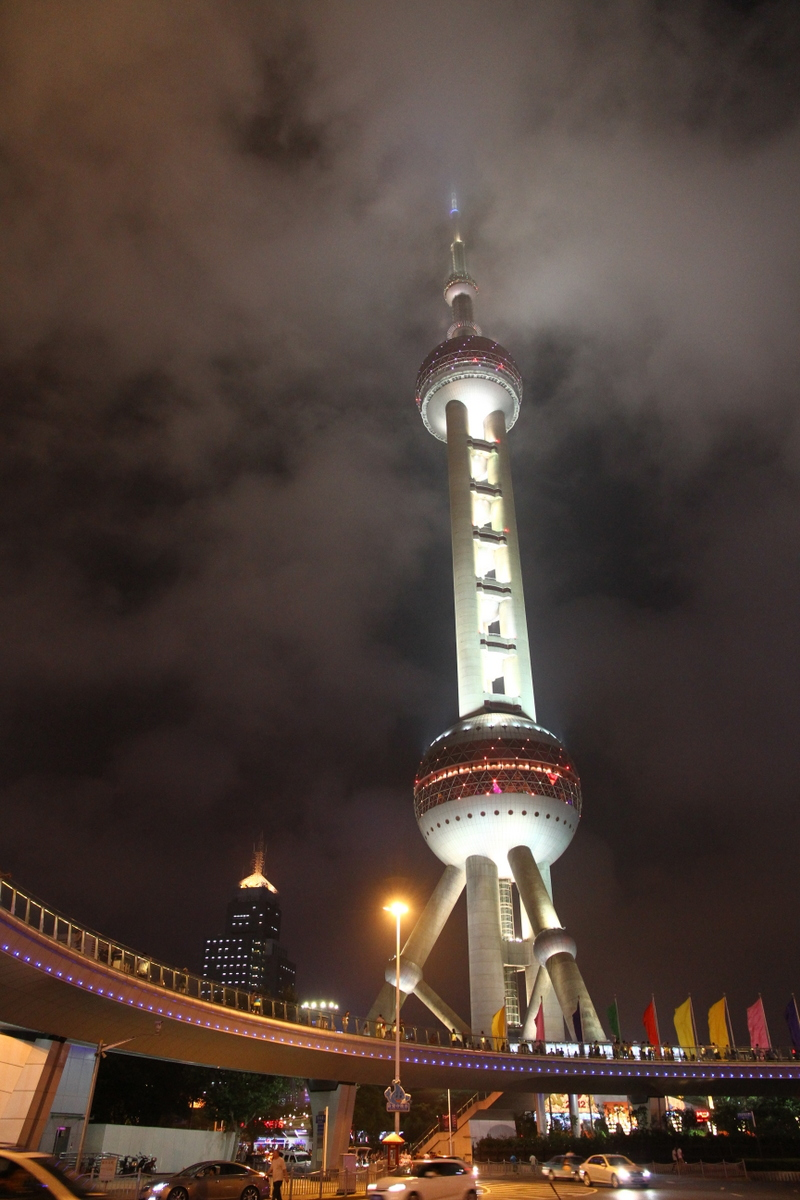
Torre Perla Oriental

## Subdistrictes
| Nom                            | Xinès (S)          | Hanyu Pinyin                 | romanització del Xangainès               | Població (2010) | Superfície (km2) |
| ------------------------------ | ------------------ | ---------------------------- | ---------------------------------------- | --------------- | ---------------- |
| Weifang Xincun Subdistrict     | 潍坊新村街道       | Wéifāng Xīncūn Jiēdào        | vij vaon sin tsen ka do                  | 100,548         | 3.89             |
| Lujiazui Subdistrict           | 陆家嘴街道         | Lùjiāzuǐ Jiēdào              | loq ka tzyu ka do                        | 112,507         | 6.89             |
| Zhoujiadu Subdistrict          | 周家渡街道         | Zhōujiādù Jiēdào             | tzoe ka du ka do                         | 144,668         | 5.52             |
| Tangqiao Subdistrict           | 塘桥街道           | Tángqiáo Jiēdào              | daon djio ka do                          | 76,916          | 3.86             |
| Shanggang Xincun Subdistrict   | 上钢新村街道       | Shànggāng Xīncūn Jiēdào      | zaon kaon sin tsen ka do                 | 104,932         | 7.54             |
| Nanmatou Road Subdistrict      | 南码头路街道       | Nánmǎtóulù Jiēdào            | neu mau doe lu ka do                     | 107,130         | 4.22             |
| Hudong Xincun Subdistrict      | 沪东新村街道       | Hùdōng Xīncūn Jiēdào         | wu ton sin tsen ka do                    | 112,031         | 5.51             |
| Jinyang Xincun Subdistrict     | 金杨新村街道       | Jīnyáng Xīncūn Jiēdào        | cin yan sin tsen ka do                   | 206,017         | 8.02             |
| Yangjing Subdistrict           | 洋泾街道           | Yángjīng Jiēdào              | yan cin ka do                            | 146,237         | 7.38             |
| Puxing Road Subdistrict        | 浦兴路街道         | Pǔxìnglù Jiēdào              | phu xin lu ka do                         | 177,468         | 6.25             |
| Dongming Road Subdistrict      | 东明路街道         | Dōngmínglù Jiēdào            | ton min lu ka do                         | 121,449         | 5.95             |
| Huamu Subdistrict              | 花木街道           | Huāmù Jiēdào                 | hau moq ka do                            | 221,327         | 20.93            |
| Chuanshaxin Town*(Chwansha)    | 川沙新镇           | Chuānshāxīn Zhèn             | tseu sa sau sin tzen                     | 420,045         | 148.05           |
| Gaoqiao town                   | 高桥镇             | Gāoqiáo Zhèn                 | ko djio tzen                             | 184,486         | 38.73            |
| Beicai town                    | 北蔡镇             | Běicài Zhèn                  | poq tsa tzen                             | 276,547         | 24.91            |
| Heqing town                    | 合庆镇             | Héqìng Zhèn                  | req chin tzen                            | 132,038         | 41.97            |
| Tang town                      | 唐镇               | Tángzhèn                     | daon tzen                                | 129,267         | 32.16            |
| Caolu town                     | 曹路镇             | Cáolù Zhèn                   | dzo lu tzen                              | 186,012         | 45.58            |
| Jinqiao town                   | 金桥镇             | Jīnqiáo Zhèn                 | cin djio tzen                            | 81,537          | 25.28            |
| Gaohang town                   | 高行镇             | Gāoháng Zhèn                 | ko raon tzen                             | 137,625         | 22.85            |
| Gaodong town                   | 高东镇             | Gāodōng Zhèn                 | ko ton tzen                              | 110,552         | 36.24            |
| Zhangjiang town                | 张江镇             | Zhāngjiāng Zhèn              | tzan kaon tzen                           | 165,297         | 42.10            |
| Sanlin town                    | 三林镇             | Sānlín Zhèn                  | se lin tzen                              | 360,516         | 34.19            |
| Huinan town                    | 惠南镇             | Huìnán Zhèn                  | we neu tzen                              | 213,845         | 65.24            |
| Zhoupu town                    | 周浦镇             | Zhōupǔ Zhèn                  | tzoe phu tzen                            | 147,329         | 42.60            |
| Xinchang town                  | 新场镇             | Xīnchǎng Zhèn                | sin dzan tzen                            | 84,183          | 54.30            |
| Datuan Town                    | 大团镇             | Dàtuán Zhèn                  | da deu tzen                              | 71,162          | 50.45            |
| Kangqiao town                  | 康桥镇             | Kāngqiáo Zhèn                | khaon djio tzen                          | 174,672         | 41.25            |
| Hangtou town                   | 航头镇             | Hángtóu Zhèn                 | raon doe tzen                            | 110,060         | 60.40            |
| Zhuqiao town                   | 祝桥镇             | Zhùqiáo Zhèn                 | tzoq djio tzen                           | 104,945         | 146.28           |
| Nicheng town                   | 泥城镇             | Níchéng Zhèn                 | gnij zen tzen                            | 62,519          | 61.50            |
| Xuanqiao town                  | 宣桥镇             | Xuānqiáo Zhèn                | si djio tzen                             | 59,567          | 45.78            |
| Shuyuan town                   | 书院镇             | Shūyuàn Zhèn                 | syu yeu tzen                             | 59,323          | 66.90            |
| Wanxiang Town                  | 万祥镇             | Wànxiáng Zhèn                | ve zian tzen                             | 24,346          | 23.35            |
| Laogang town                   | 老港镇             | Lǎogǎng Zhèn                 | lo kaon tzen                             | 37,408          | 38.90            |
| Nanhui Xincheng Town           | 南汇新城镇         | Nánhuì Xīnchéng Zhèn         | neu we sin zen tzen                      | 47,381          | 67.76            |
| Luchaogang Farm                | 芦潮港农场         | Lúcháogǎng Nóngchǎng         | lu dzo kaon non dzan                     | 688             | 9.40             |
| Donghai Farm                   | 东海农场           | Dōnghǎi Nóngchǎng            | ton he non dzan                          | 508             | 15.20            |
| Chaoyang Farm                  | 朝阳农场           | Cháoyáng Nóngchǎng           | dzo yan non dzan                         | 862             | 10.67            |
| Waigaoqiao Free-trade Zone     | 外高桥保税区       | Wàigāoqiáo Bǎoshuìqū         | nga ko djio po seu chiu                  | 1,349           | 10.00            |
| Jinqiao Export Processing Zone | 金桥经济技术开发区 | Jīnqiáo Jīngjì Jìshù Kāifāqū | cin djio cin tzij djij dzeq khe faq chiu | 5,514           | 67.79            |
| Zhangjiang Hi-tech Park        | 张江高科技园区     | Zhāngjiāng Gāo Kējì Yuánqū   | tzan kaon ko khu djij yeu chiu           | 23,617          | 75.90            |

## Història

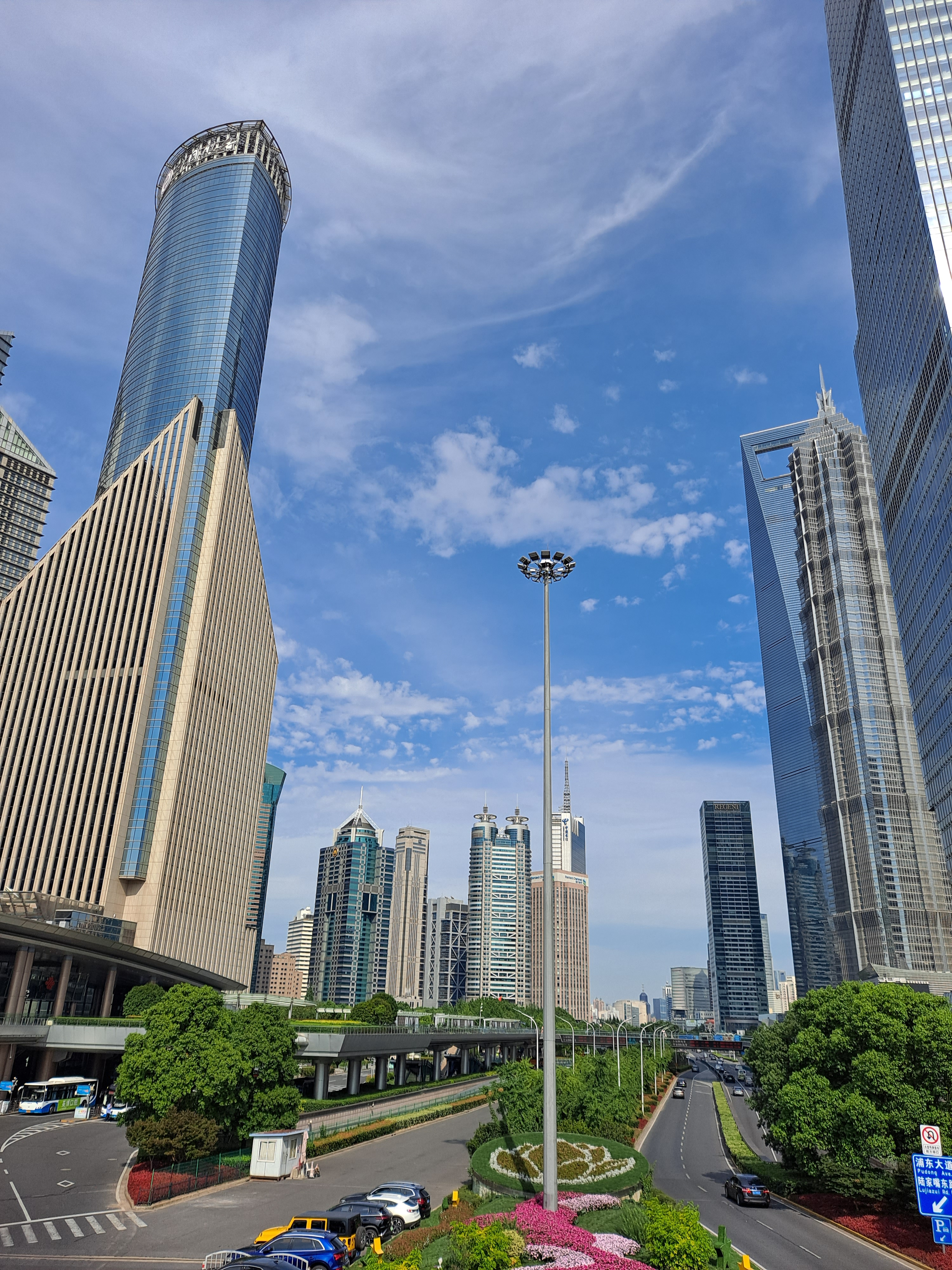
Century Avenue de Pudong

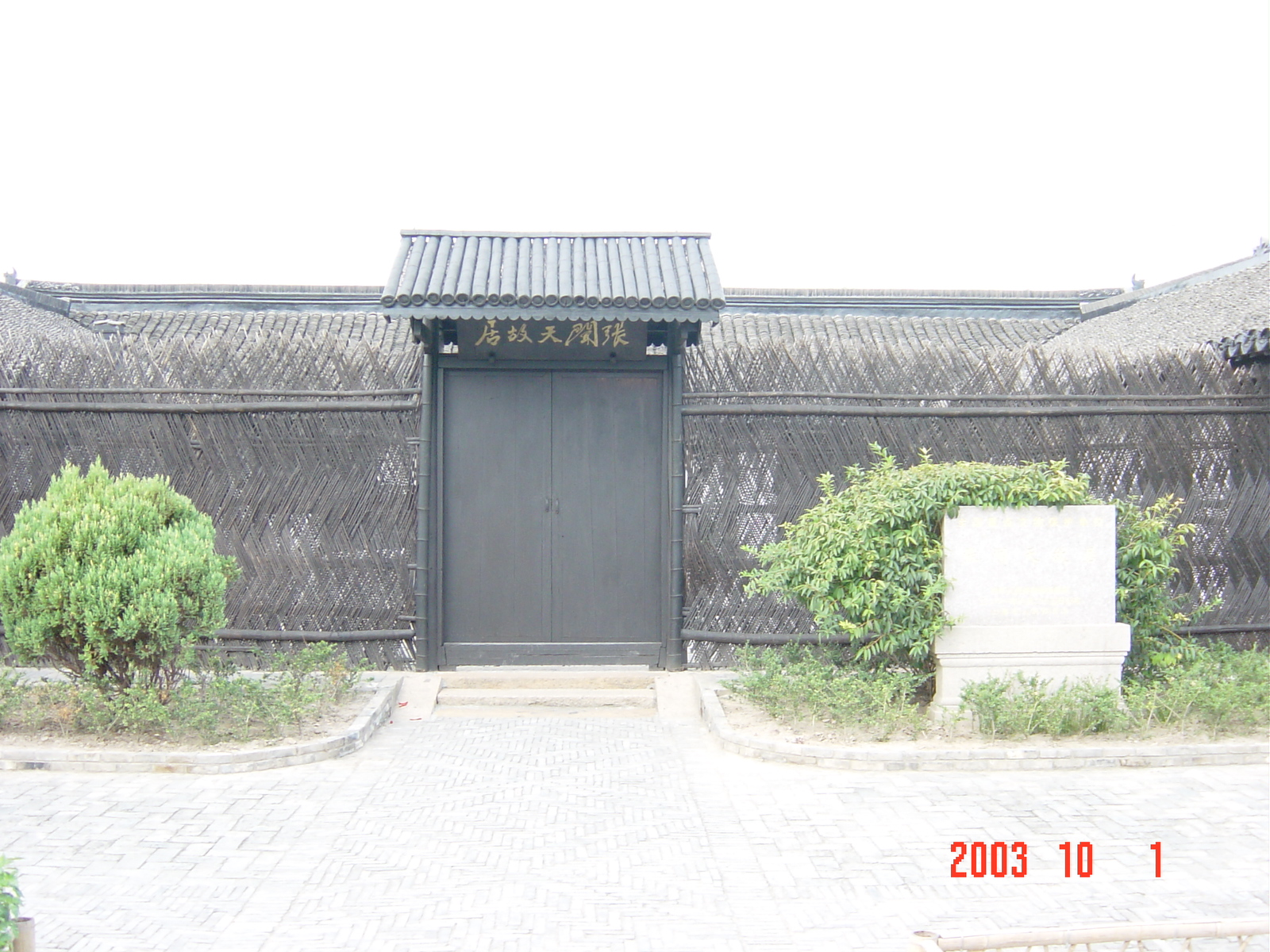
Antiga residència de Zhangwentian

Pudong -literalment, "la riba oriental del riu Huangpu"- primer únicament es referia a la zona poc desenvolupada entre la ciutat vella i les concessions extrangeres de Xangai. La zona era sobretot agrícola, amb magatzems i molls propers a la costa administrats pels districtes de Puxi, que està a la riba occidental del riu: Huangpu, Yangpu i Nanshi. Entre el 1958 i el 1961 Pudong és establert com un comtat.
El 18 d'abril de 1990 el primer ministre Li Peng anuncia la política d'obertura i desenvolupament de Pudong. En declaracions en una celebració del cinquè aniversari de la Shanghai Volkswagen Corporation, Li declara que "algunes polítiques de les zones econòmiques i tecnològiques i les zones econòmiques especials es poden implementar a la zona de Pudong".(p23) El premier Li va declarar que els futurs inversors de Hong Kong, Macau i Taiwan van ser benvinguts i que la Xina oferiria condicions preferents per a la cooperació.(p23) Aquest fet ha estat bagtejat com l' "aniversari de Pudong", ja que la zona estava menys desenvolupada que la resta de Xangai a la dècada del 1990.(p23)
L'1 d'octubre del 1992, la zona que conformava els comtats de Pudong i de Chuansha van esdevenir la Nova Zona de Pudong.
El 1993 el govern xinès implementa la Zona Econòmica Especial de Chuansha i crea la Nova Zona de Pudong. Deng Xiaoping inicia aquest Reforma econòmica xinesa.(p158) La descripció de Pudong com una Zona Nova ha servit com a exemple de les Zones Econòmiques Especials de la Xina que obren la política econòmica per atreure inversions extrangeres i desenvolupar l'economia local.
L'extrem occidental del districte de Pudong és designat com a Zona Financera i Comercial de Lujiazui i ha esdevingut un centre financer destacat de la Xina moderna. S'hi han construit diversos edificis emblemàtics com la Torre de la Perla Oriental i el Gratacels Jim Mao, el Shanghai World Financial Center i la Torre de Xangai, que conformen el primer trio de gratacels superalts adjacents. Aquests edificis, que estan a la Century Avenue, són visibles des de la ciutat vella i ara formen l'horitzó més conegut de Xangai.
En els discursos oficials sobre la urbanització de la Xina, Pudong ha estat considerat l'exemple paradigmàtic de com han de ser les ciutats a finals del segle xx.

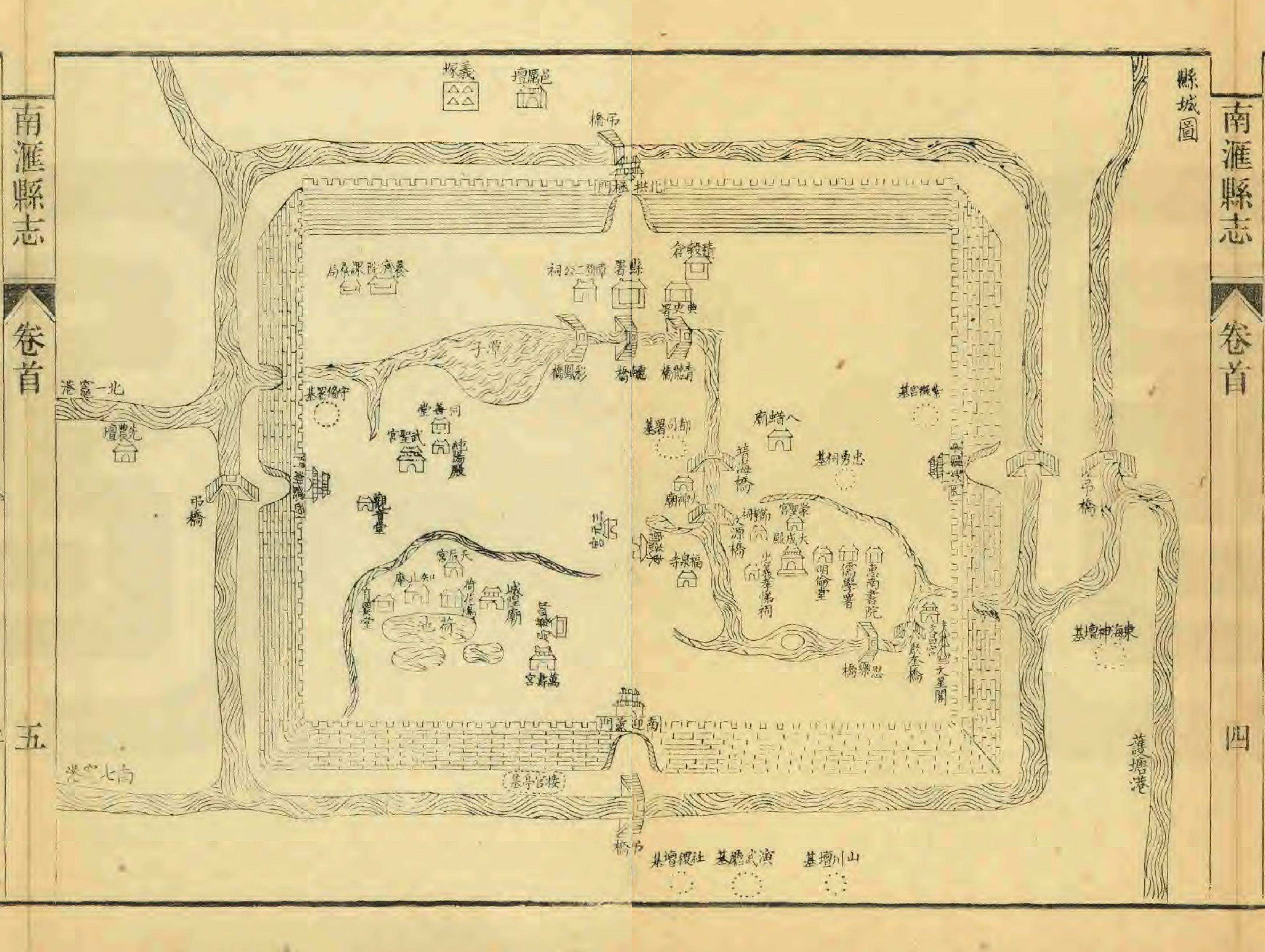
Ciutat de Nanhui el 1879

El 6 de maig de 2009 es revela que el Consell d'Estat ha aprovat la proposta de fusionar el districte de Nanhui amb Pudong. L'any 2010, Pudong és seu dels principals escenaris de l'Exposició Universal de Xangai, els terrenys de la qual s'han convertit en un parc públic.
La nova àrea de Pudong consta del comtat de Pudong original, el comtat de Chuansha i el comtat de Nanhui.

## Educació

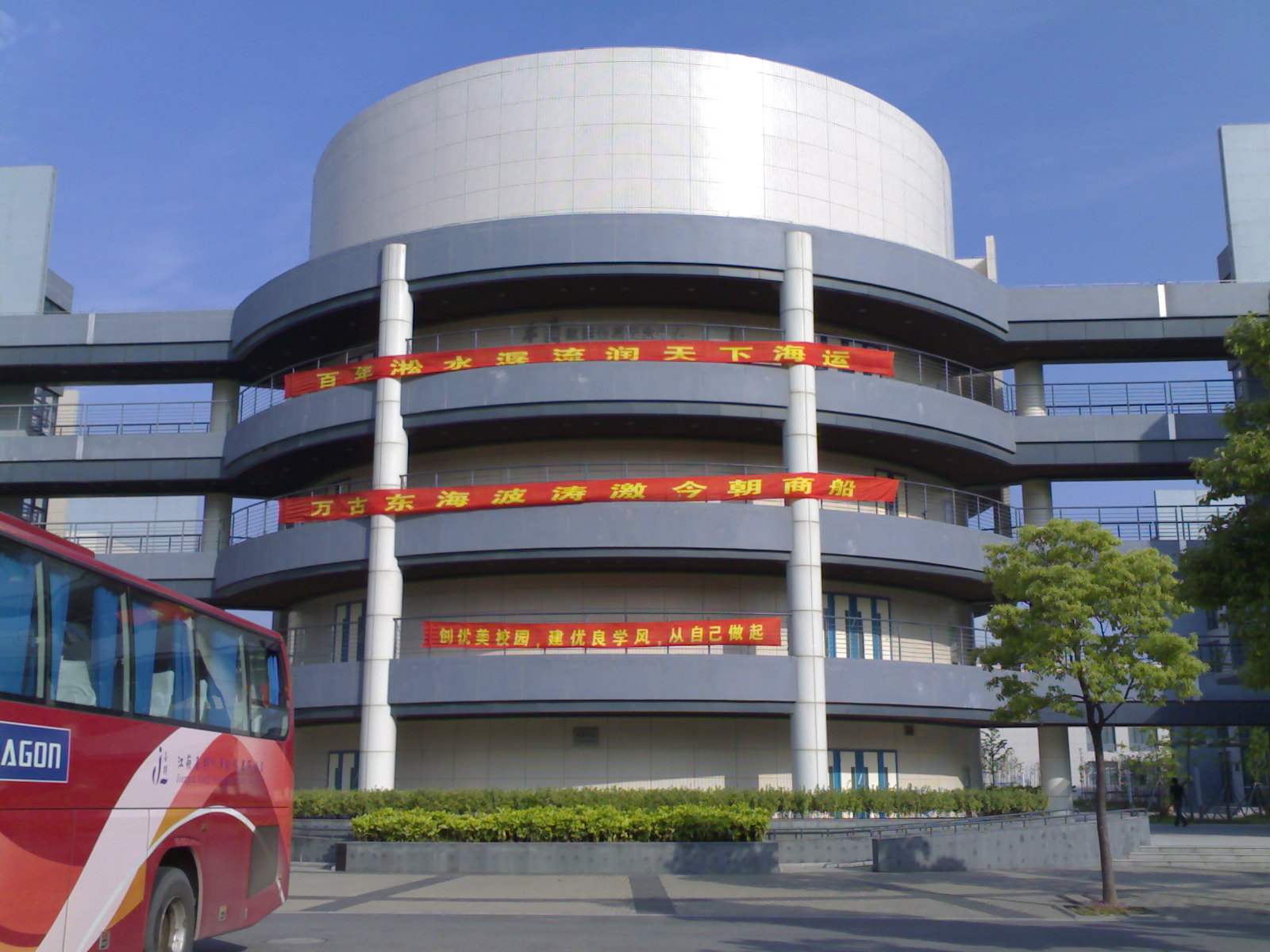
Xangai Maritime University

### Universitats
Al districte de Pudong hi ha les següents universitats i institucions d'estudis superiors:
- La Universitat Marítima de Xangai
- La Universitat Dianji de Xangai
- La Universitat de Pescadors de Xangai
- La China Executive Leadership Academy de Pudong
- La Universitat Fudan de Zhangjiang
- La Universitat de Nova York de Xangai.
- La Universitat ShanghaiTech

## Galeria d'imatges

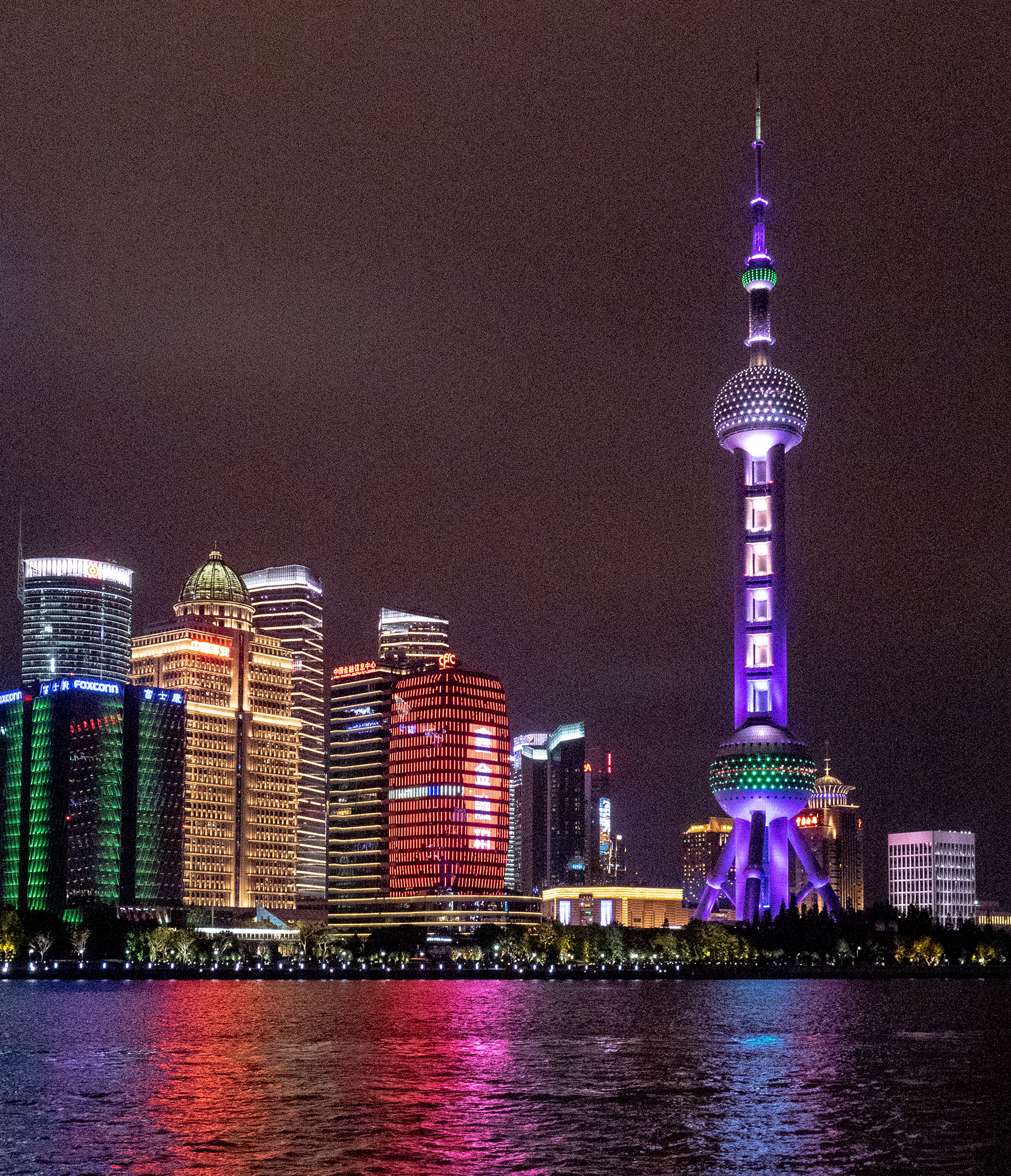
La torre Oriental Pearl a la nit
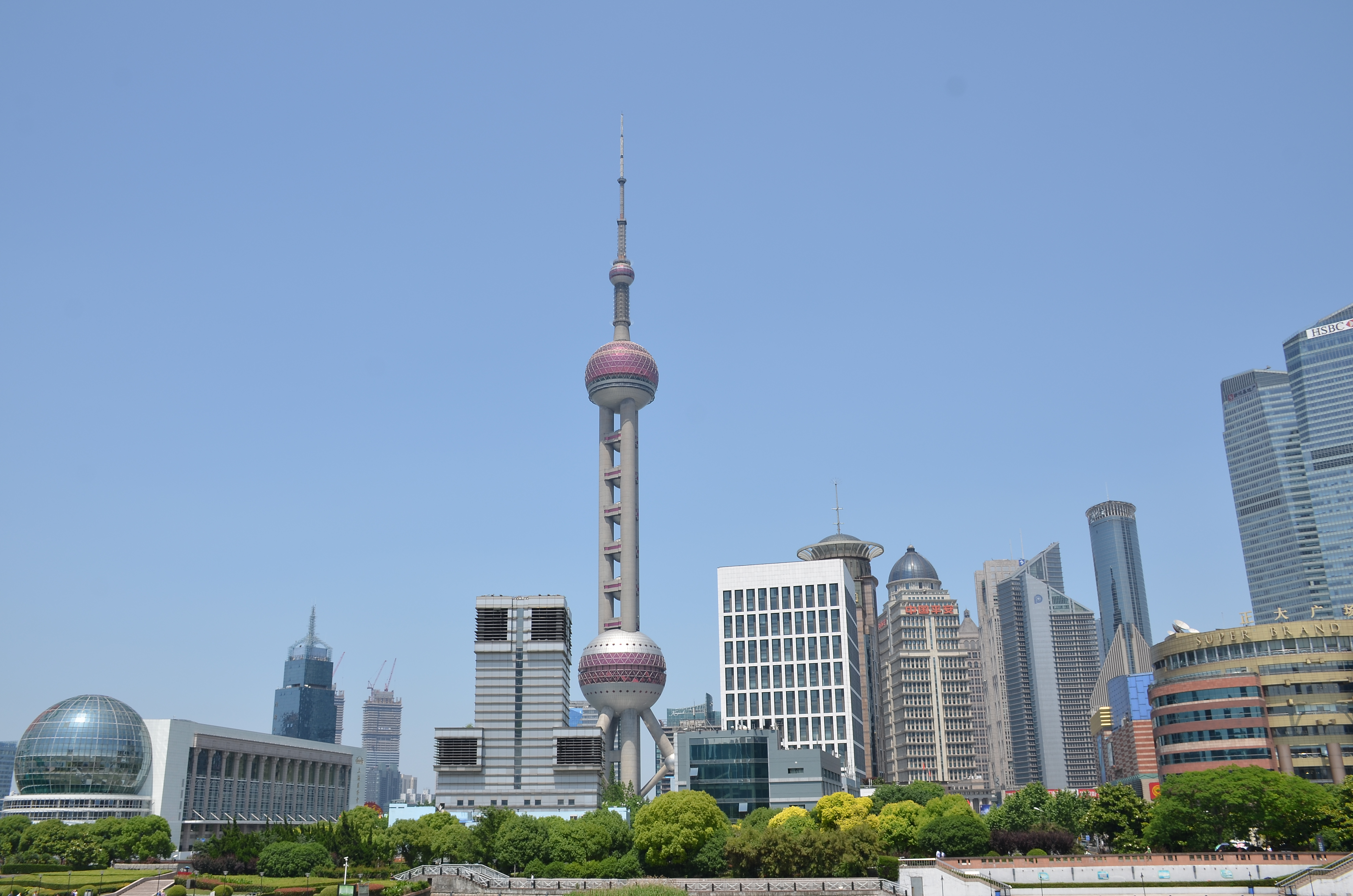
Lujiazui
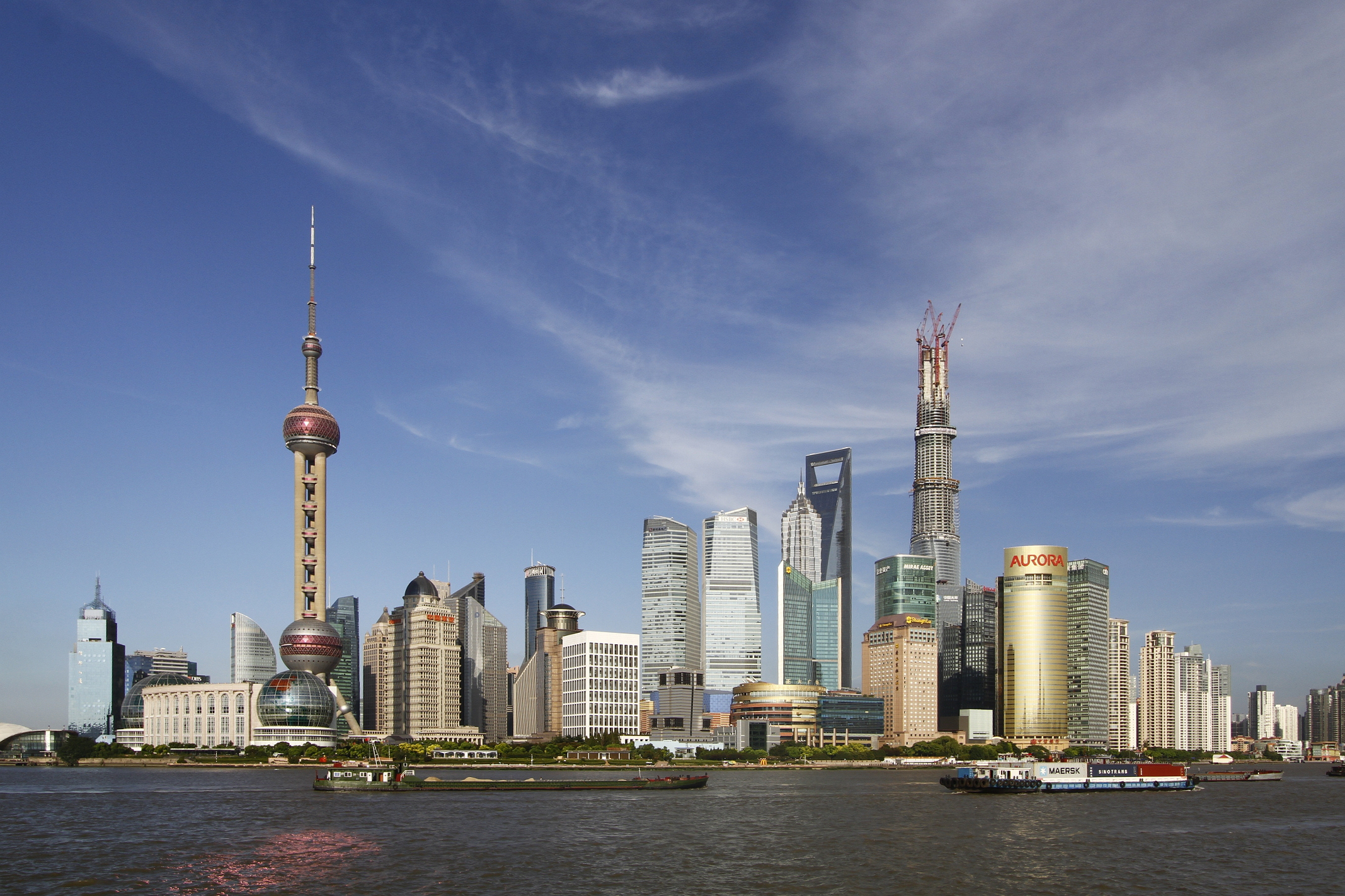
Pudong des del Bund
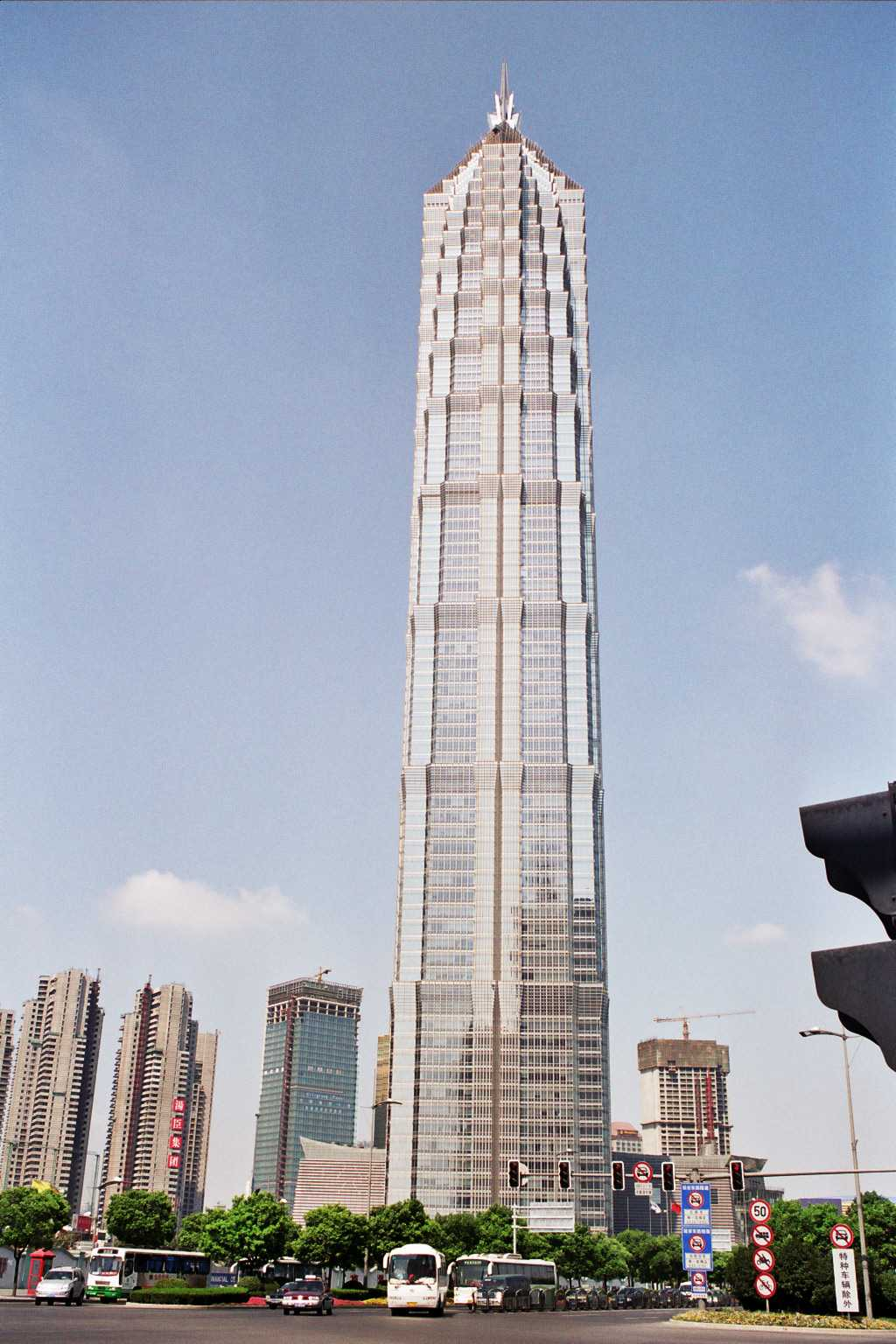
Gratacels Jin Mao
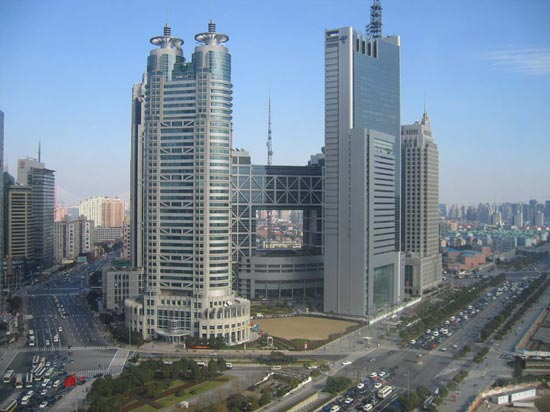
Zona financera i de comerç de Lujiazui
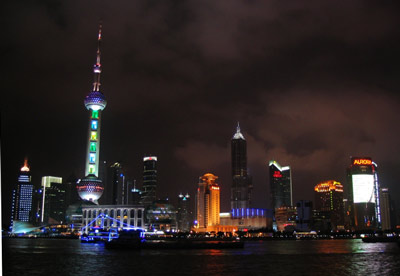
Pudong a la nit (video)
- Pudong a la nit amb Oriental Pearl Tower
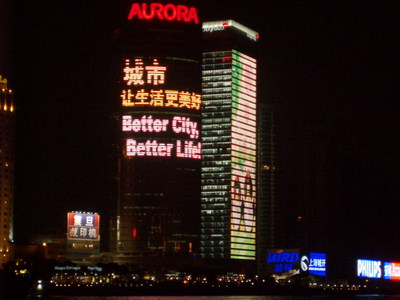
Riu Huangpu a la nit. “Better City, Better Life” és el lema de l' Expo 2010.
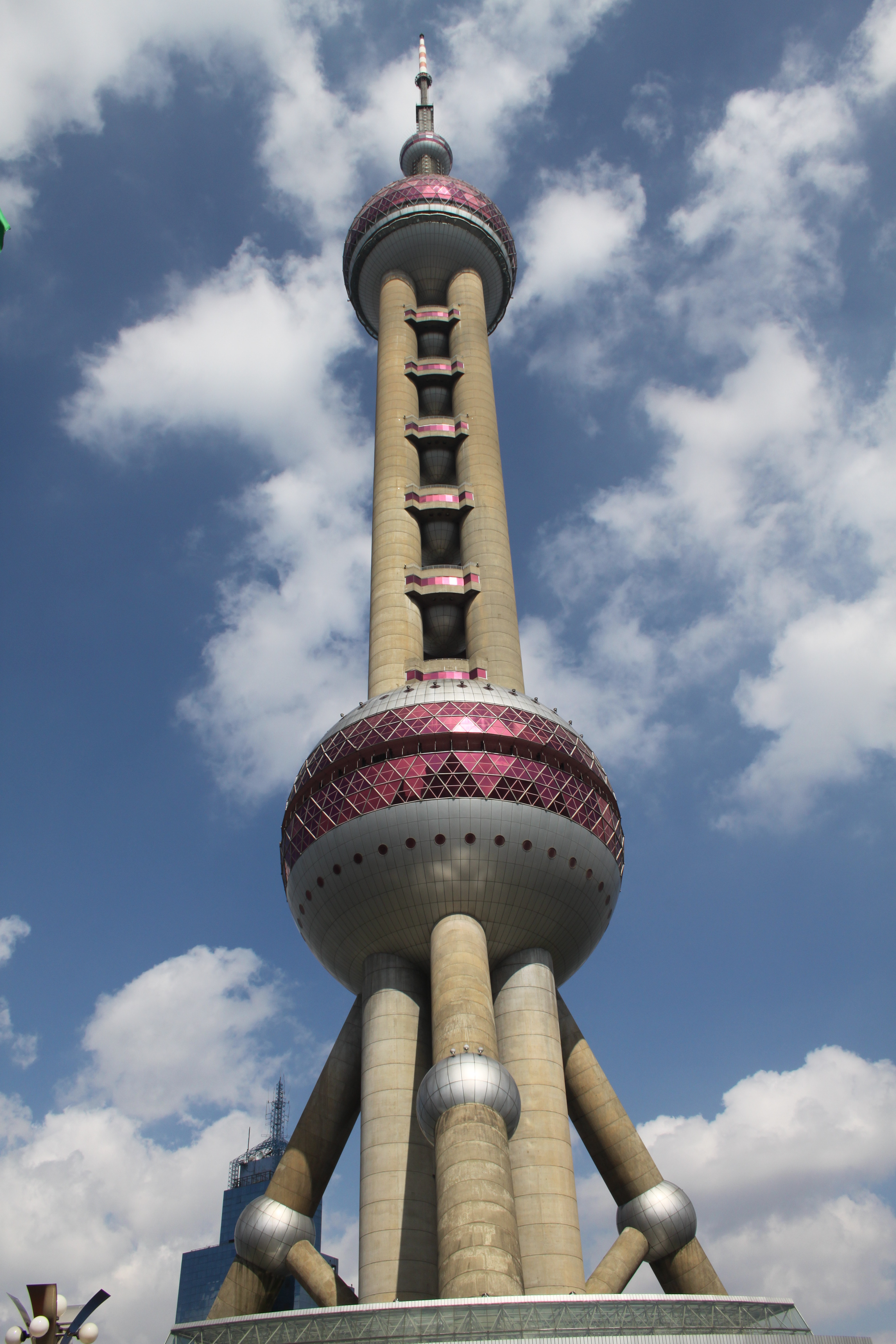
Shanghai Oriental Pearl Tower
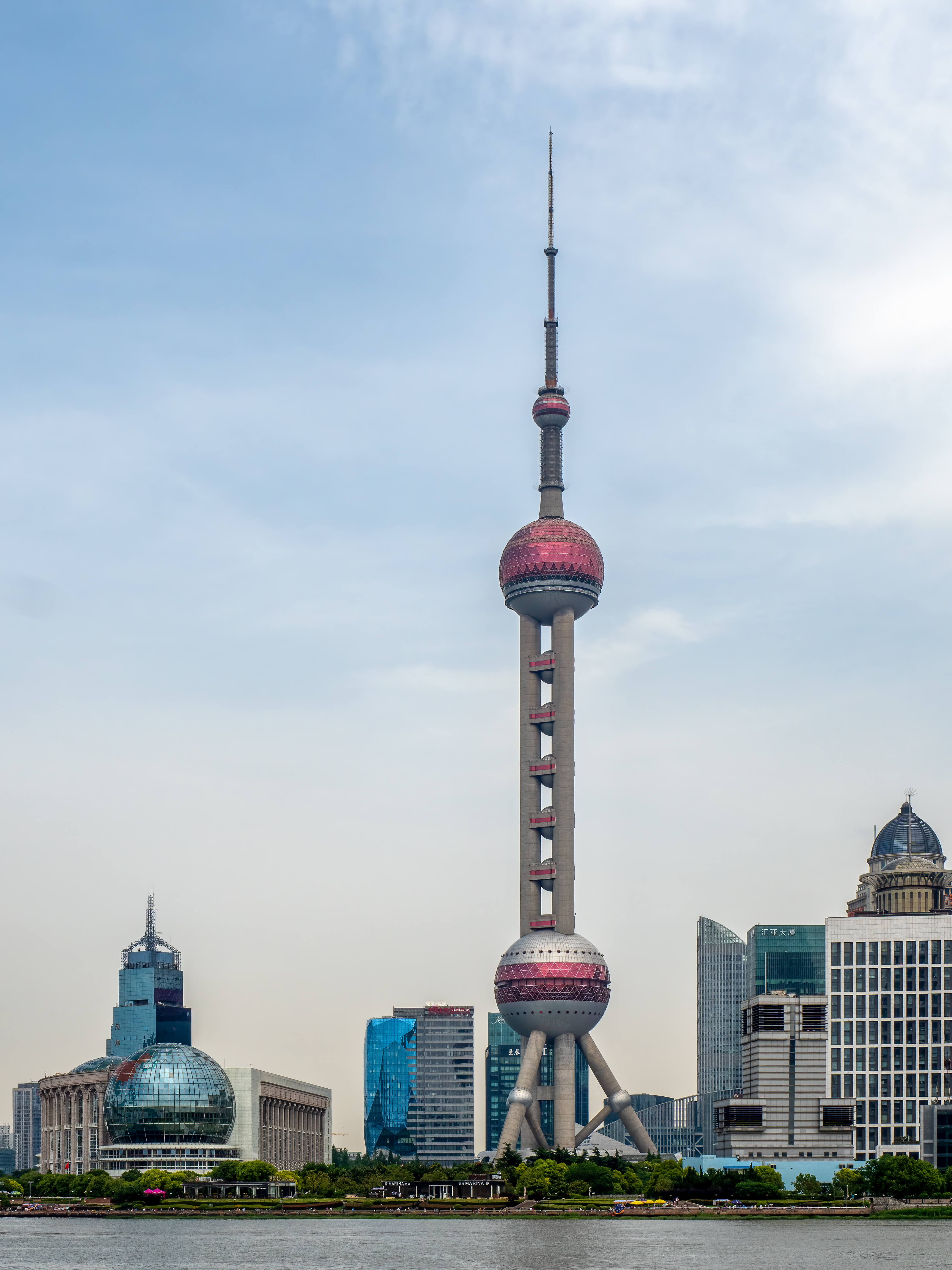
Vsta de la Oriental Pearl Tower
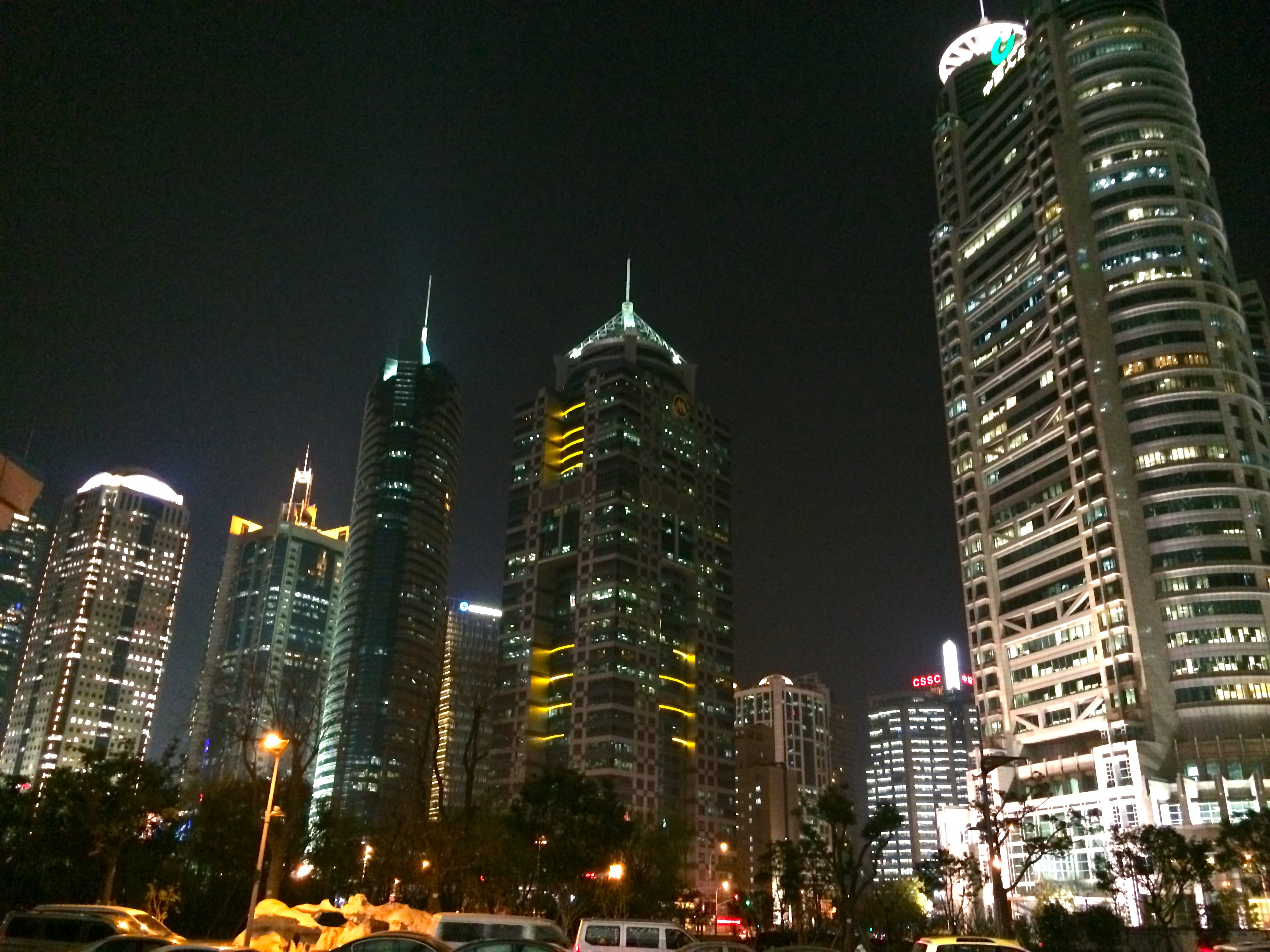
Lujiazui a la nit
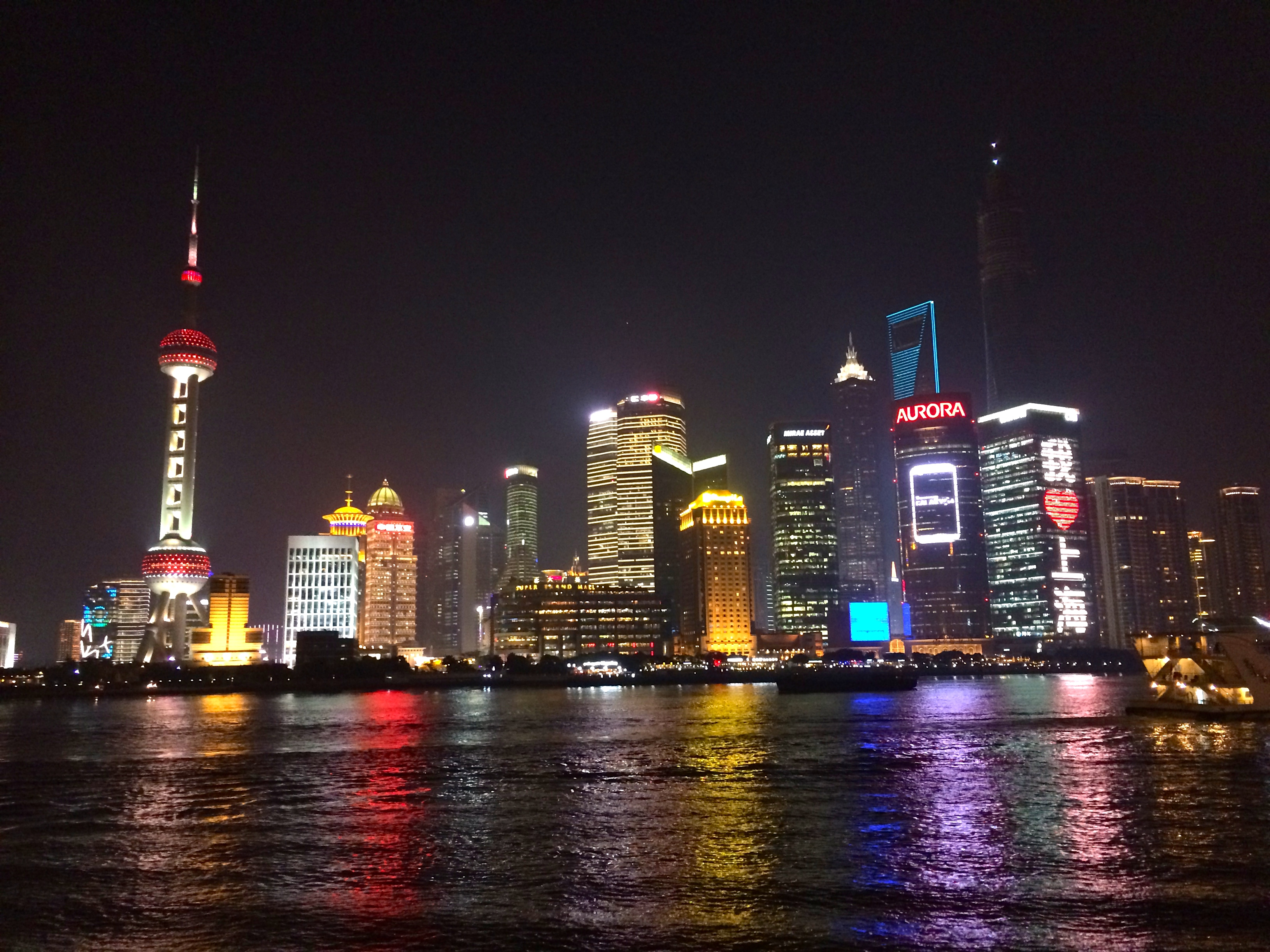
Lujiazui a la nit
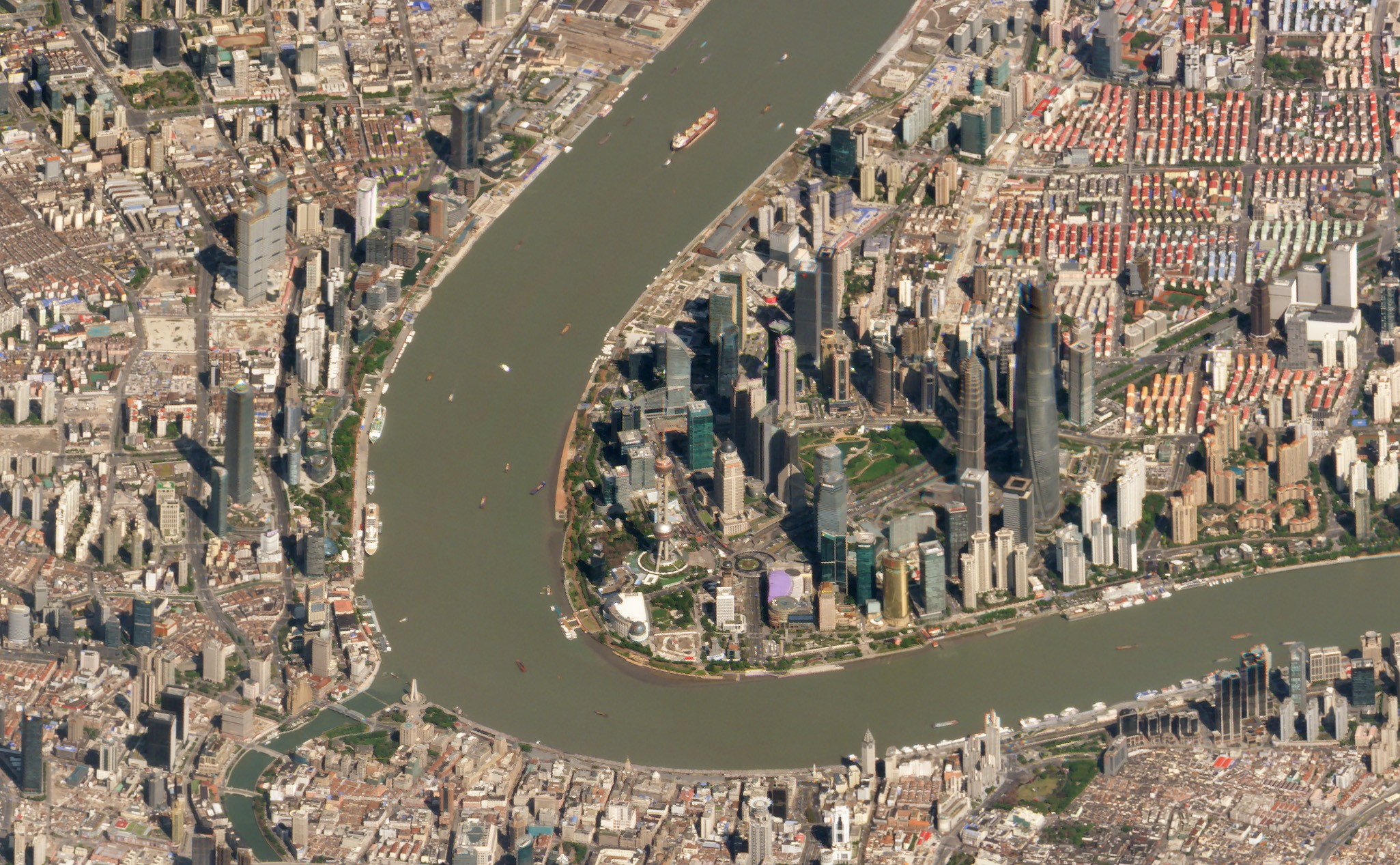
Imatge de satèl·lic de Pudong